# Pseudonannolene patagonica
Pseudonannolene patagonica är en mångfotingart som beskrevs av Henri W. Brölemann 1901. Pseudonannolene patagonica ingår i släktet Pseudonannolene och familjen Pseudonannolenidae. Inga underarter finns listade i Catalogue of Life.